# Brahmaputra

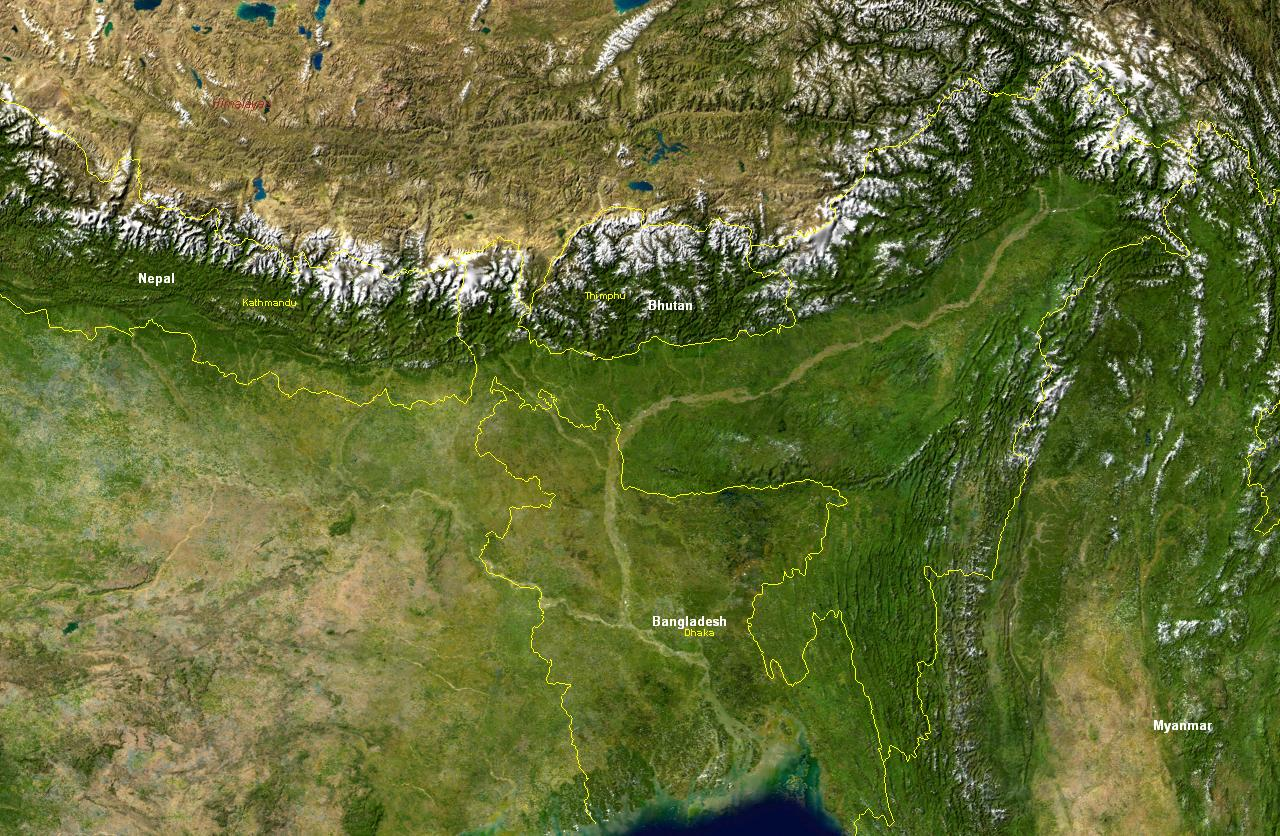
Brahmaputra

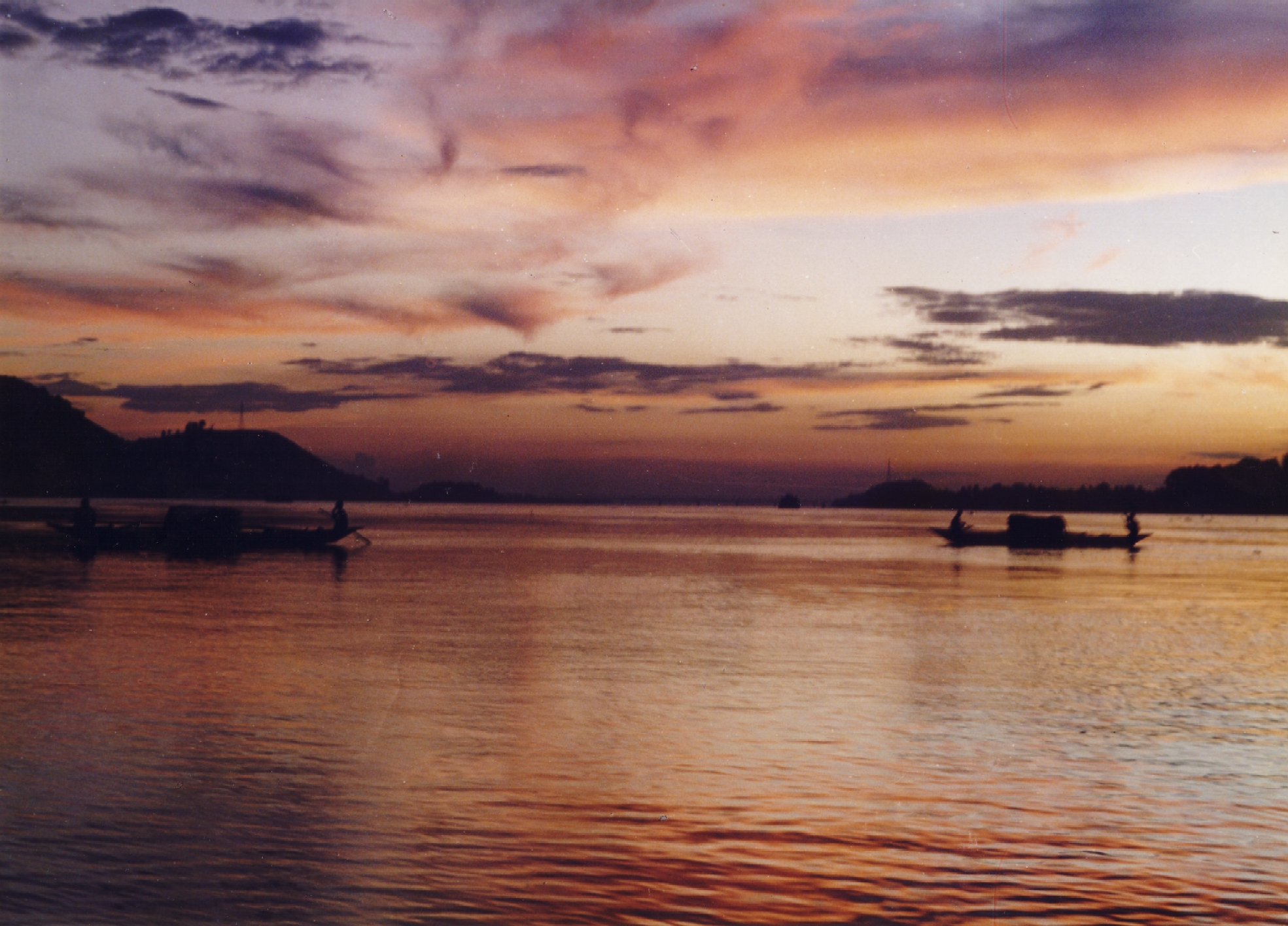
Brahmaputra w okolicach Saraighat

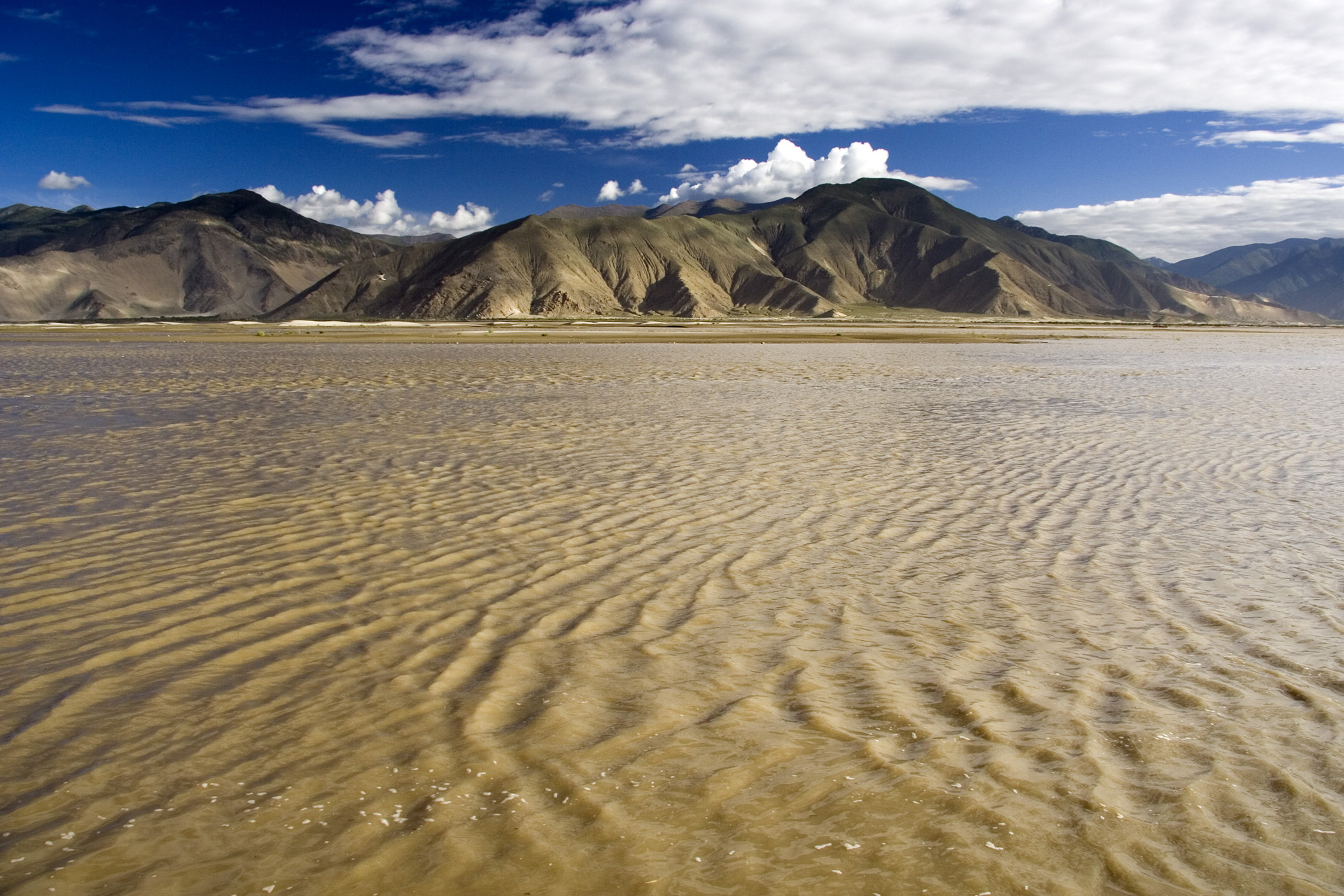
Brahmaputra w Tybecie

Brahmaputra – rzeka w Chinach, Indiach i Bangladeszu. Jej długość wynosi 2840 km, a powierzchnia dorzecza 935 tys. km². Źródłowe potoki w lodowcach masywów górskich Himalajów i Transhimalajów.

## Nazwa rzeki
W sanskrycie Brahmaputra oznacza „syn Brahmy”.
Tybetańczycy nazywają ją ཡར་ཀླུང་གཙང་པོ (Wylie: yar klung gtsang po, ZWPY: Yarlung Zangpo). Kanion Yarlung Zangpo według niektórych źródeł uważany jest za najgłębszy kanion na Ziemi.
W języku bengali rzeka ta nosi nazwę Jamuna.
W Indiach w stanie Asam mieszkańcy nazywają ją Dihang, a w dalszym biegu – Brahmaputra.

## Bieg rzeki
W górnym biegu Brahmaputra przyjmuje liczne potoki wypływające z najwyższych masywów himalajskich, co powoduje to, iż na długim, przeszło 1000 km odcinku ma ona charakter rzeki górskiej. Płynie początkowo w kierunku wschodnim, po czym, po opłynięciu masywu Namjagbarwa Feng, skręca gwałtownie na południe. Opuszczając Himalaje wpływa na Nizinę Hindustańską. Od tego momentu przyjmuje charakter rzeki nizinnej, rozlewając się na dużą szerokość. W letnim okresie monsunów poziom rzeki podnosi się o 10–12 metrów.
Na całym obszarze Niziny Hindustańskiej Brahmaputra jest żeglowna. W dolnym biegu dzieli się na liczne odnogi. Uchodzi do Zatoki Bengalskiej (Ocean Indyjski), tworząc wraz z Gangesem największą na świecie deltę (80 tys. km²).
Rząd Indii, według słów wypowiedzianych przez ministra Unii Rezerw Wodnych prof. Saifuddin Soz w izbie wyższej Rajya Sabha, zadeklarował 14 projektów rezerw wodnych na rzece. W 90% będzie ona służyła do nawadniania terenów i jako źródło wody pitnej. Projekt obejmą tamę Kulsi w regionie Asam, wyżej tamy Siang i Nao Dihang w rejonie Arunachal Pradesh.

## Główne miasta nad Brahmaputrą
- Sadija
- Dibrugarh
- Pandu
- Guwahati
- Dhaka
- Tezpur

## Fauna
Jej wody zamieszkuje suzu gangesowy.